# Die Dame
Die Dame byl berlínský časopis z let 1911 až 1943, který navázal na tradici časopisu Illustrierte Mode-Zeitschrift.

## Historie
Die Dame pokračovala v tradici ilustrovaného časopisu pro ženy Illustrierte Mode-Zeitschrift, který vycházel od ledna 1874 v nakladatelství Lipperheide-Verlag (Berlin). V prosinci 1911 časopis převzalo nakladatelství Ullstein-Verlag a došlo k jeho přejmenování. Vycházel týdně, jednou či dvakrát měsíčně byly přiloženy tzv. „volné listy“.
Časopis zveřejňoval fotografie předních fotografů a fotografek, například: Marianne Breslauer, Trude Fleischmann, Madame d’Ora, Waldemar Titzenthaler a další.
V důsledku vyvlastnění a arizace nakladatelství došlo v roce 1937 k přejmenování nakladatelství, na Deutscher Verlag.
Roku 1943 muselo být vydávání časopisu v důsledku válečných událostí zastaveno.

## Galerie

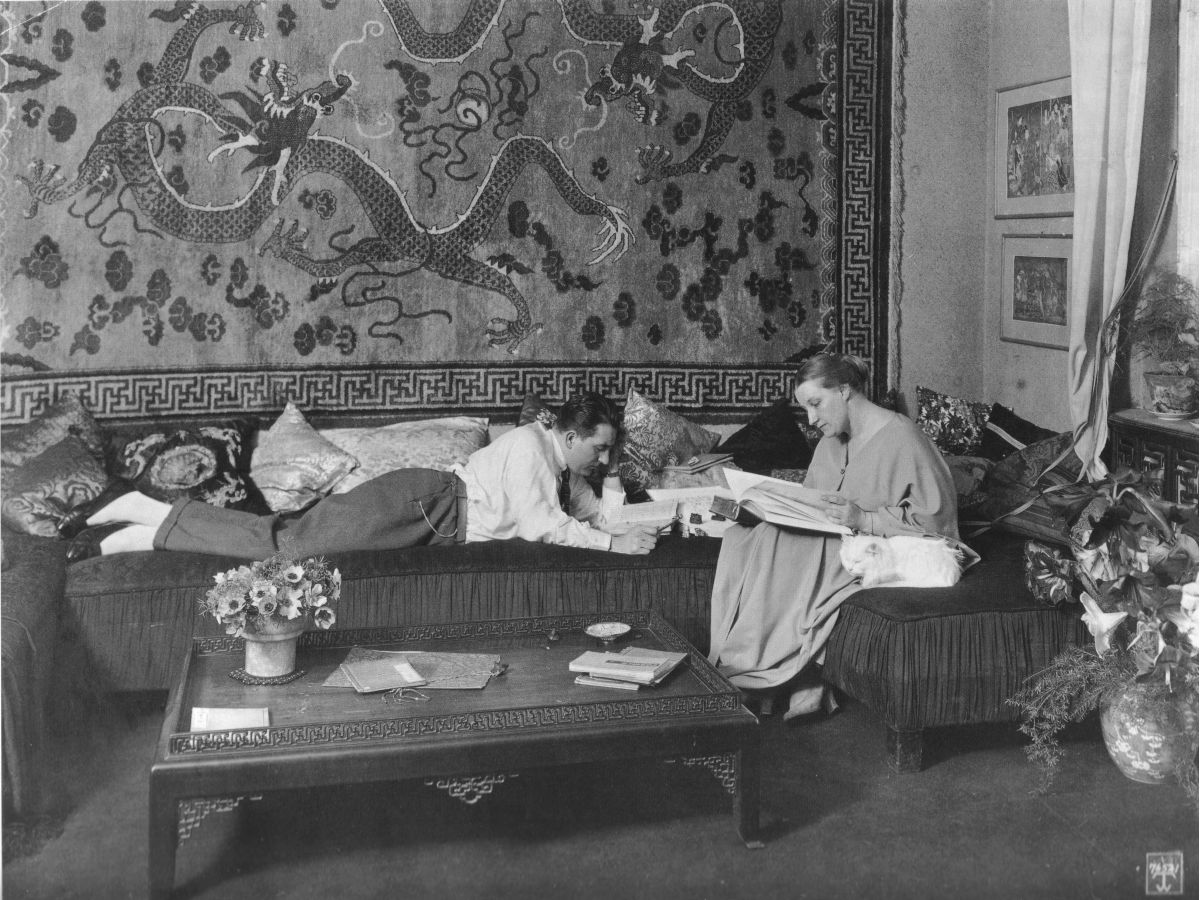
Fotografie od Waldemara Titzenthalera uveřejněná v časopise: Fritz Lang a Thea von Harbou ve svém berlínském bytě
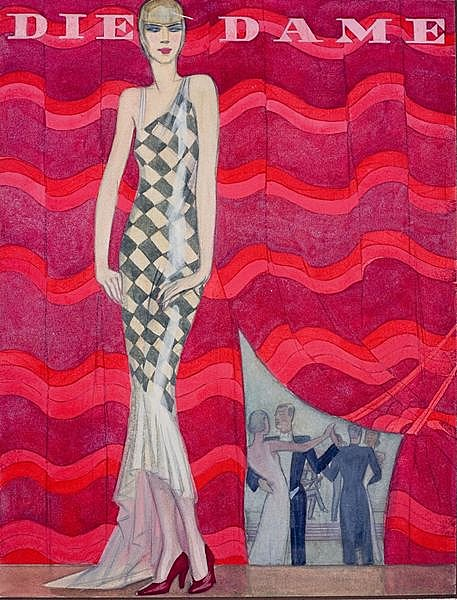
Návrh obálky časopisu od Janiny Dłuska, dvacátá léta